# Vladimir Semjonovič Goleniščev
Vladimir Semjonovič Goleniščev (rusko Владимир Семёнович Голенищев), ruski egiptolog in asirolog, * 29. januar 1856, † 5. avgust 1947.
Goleniščev velja poleg Borisa Aleksandroviča Turajeva za ustanovitelja in največjega strokovnjaka ruske šole egiptologije in asirologije. Obvladal je 13 jezikov in tovariši na zahodu so ga zelo cenili.
1. ↑  data.bnf.fr: platforma za odprte podatke — 2011.